# Conrad Motor Carriage Company
Conrad Motor Carriage Company war ein US-amerikanischer Hersteller von Automobilen.

## Unternehmensgeschichte

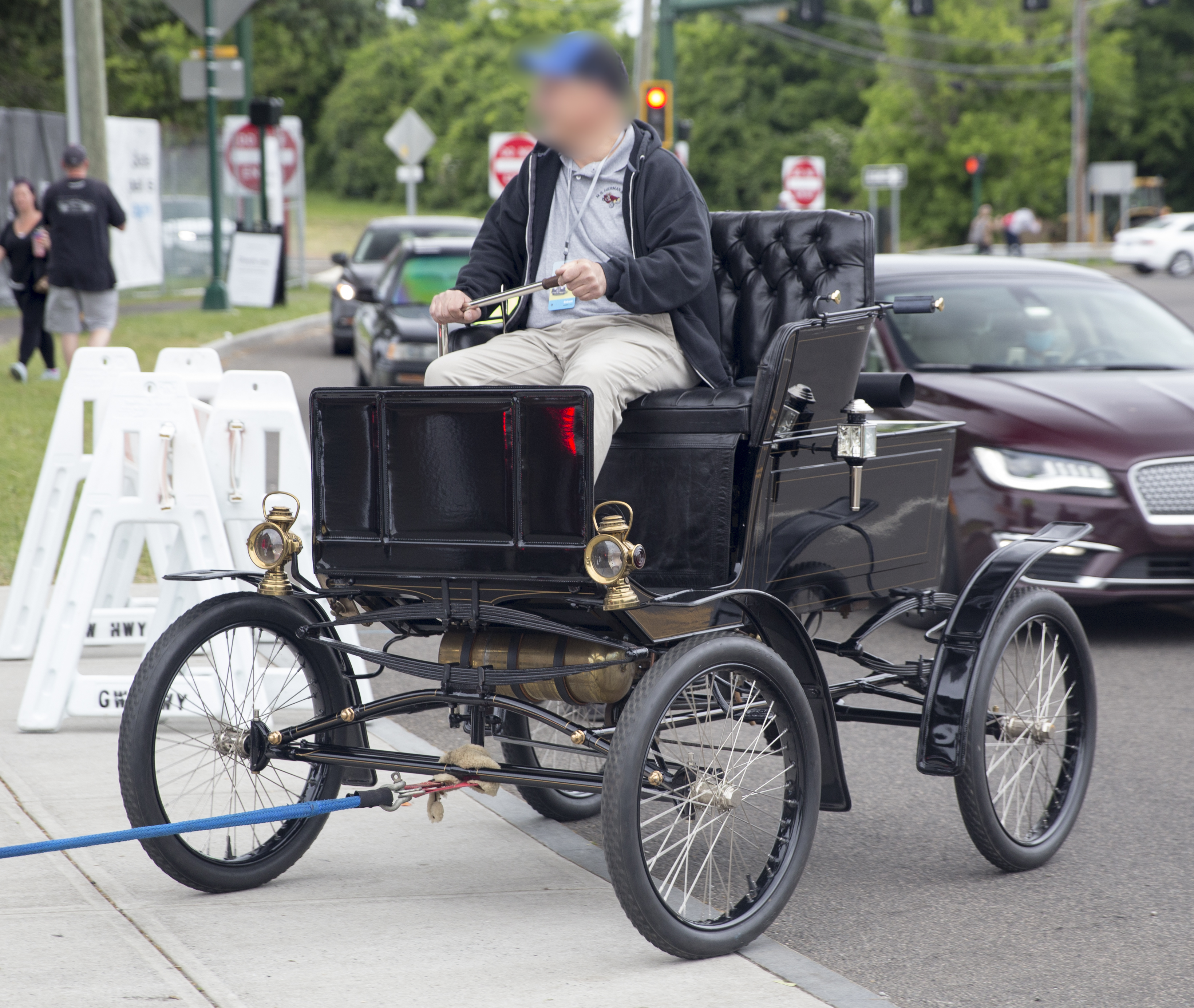
Conrad Style 60, angeblich von 1900

Das Unternehmen wurde 1900 in Buffalo im US-Bundesstaat New York gegründet. Schuyler L. Fisher war Präsident. Im gleichen Jahr begann die Produktion von Dampfwagen. Der Markenname lautete Conrad. Im November 1902 für das Modelljahr 1903 kamen Fahrzeuge im Ottomotoren dazu. Im gleichen Monat wurde der Tod des Präsidenten bekannt. 1903 endete die Produktion.
Die Lackawanna Motor Company versuchte 1904, die Produktion fortzusetzen.

## Fahrzeuge
Das einzige Modell von 1901 wurde einfach Steam Runabout genannt. Ein Dampfmotor trieb über eine Kette die Hinterachse an. Die Karosserie war ein offener Runabout. Gelenkt wurde mit einem Lenkhebel.
1902 bestand das Angebot aus sieben verschiedenen Dampfwagen. Style 50 war ein Runabout, Style 60 ein Buggy-Top-Stanhope, Style 65 ein Victoria-Top-Stanhope, Style 70 ein Dos-à-dos, Style 77 ½ ein Special Runabout sowie Style 80 und Style 90 Surreys.
1903 entfielen einige der Dampfwagen. Übrig blieben Style 65 als Special Runabout, Style 70 als Dos-à-dos und Style 77 ½ als Panel-Seat Runabout. Dazu kamen drei Modelle mit Benzinmotoren. Gemeinsamkeit war ein Zweizylindermotor, Kettenantrieb und ein Lenkrad. Sie unterschieden sich in der Motorleistung, in der Länge des Radstandes und im Aufbau. Ein Fahrgestell mit 198 cm Radstand bildete die Basis für zwei Runabouts, die Motoren mit wahlweise 8 PS oder 9 PS Leistung hatten. Daneben gab es einen Tourenwagen mit 213 cm Radstand. Sein Motor leistete 12 PS.

## Modellübersicht
| Jahr | Modell     | Zylinder | Leistung (PS) | Radstand (cm) | Aufbau                |
| ---- | ---------- | -------- | ------------- | ------------- | --------------------- |
| 1901 | Steam      |          |               |               | Runabout              |
| 1902 | Style 50   |          |               |               | Runabout              |
| 1902 | Style 60   |          |               |               | Buggy Top Stanhope    |
| 1902 | Style 65   |          |               |               | Victoria Top Stanhope |
| 1902 | Style 70   |          |               |               | Dos-à-dos             |
| 1902 | Style 77 ½ |          |               |               | Special Runabout      |
| 1902 | Style 80   |          |               |               | Surrey                |
| 1902 | Style 90   |          |               |               | Surrey                |
| 1903 | Style 65   |          |               |               | Special Runabout      |
| 1903 | Style 70   |          |               |               | Dos-à-dos             |
| 1903 | Style 77 ½ |          |               |               | Panel-Seat Runabout   |
| 1903 | 8 HP       | 2        | 8             | 198           | Runabout              |
| 1903 | 9 HP       | 2        | 9             | 198           | Runabout              |
| 1903 | 12 HP      | 2        | 12            | 213           | Tourenwagen           |